# Топчий, Дмитрий Гаврилович
Дмитрий Гаврилович Топчий (укр. Дмитро Гаврилович Топчій, 8 ноября 1928 года, Марьяновцы (ныне — Немировский район Винницкой области), УССР, СССР — 10 декабря 2007 года, Киев, Украина) — генеральный директор «Киевского радиозавода» с 1970 по 1996 год, член ЦК КПУ, Герой Социалистического Труда (1976).

## Биография
После окончания школы поступил на радиофизический факультет Киевского университета, который закончил в 1953 году. Был направлен в числе первых специалистов на новообразованный «Киевский радиозавод». Прошёл путь от технолога, мастера, начальника цеха до заместителя главного инженера завода. В 1964 году стал главным инженером завода. Был ответственным за масштабное развёртывание подготовительных работ по производству и обеспечению выпуска в КБ Электроприборостроения (сегодня — КБ «Хартрон») системы управления ракеты Р-36 (8К67) и аппаратуры стыковки «Игла» для космических кораблей, а также организации производства телевизионных приёмников и другой радиотехнической аппаратуры. С 1970 года был генеральным директором и проработал на этой должности до 1996 года.
В июне 1990 года на XXVIII съезде КПУ был избран членом ЦК КПУ.
Скончался 10 декабря 2007 года и был похоронен на Байковом кладбище.

## Награды
- Герой Социалистического Труда (1976);
- Орден «За заслуги» III степени (1999)[1];
- Орден Ленина;
- Орден Октябрьской Революции;
- Орден Трудового Красного Знамени;
- Лауреат Государственной премии СССР (1968);
- Лауреат Ленинской премии (1989);
- Заслуженный машиностроитель Украины (1994);
- Лауреат Государственной премии Украины в области науки и техники (1996);
- Ветеран космической отрасли (2000);

## Источник
- История Киевского радиозавода
- Биография
- Некролог